# 江陵镇 (达州市)
江陵镇，是中华人民共和国四川省达州市通川区下辖的一个乡镇级行政单位。

## 行政区划
江陵镇下辖以下地区：
街道社区、新溪社区、棋盘村、五滩村、沿河村、青龙村、寨坪村、新农村、和平村、江北村、草庙村、西湖村、石楼村、黄澄村、千宁村、集山村、四溪寺村、青竹山村、大寨粱村、香仁坪村和磴子河村。